# Peggy Sue
Peggy Sue är en rocklåt lanserad 1957 av Buddy Holly. Låten lanserades som en solosingel, men hans grupp The Crickets medverkar på inspelningen. Singeln blev en stor framgång både i USA och Storbritannien. Låten togs med på Buddy Hollys andra självbetitlade LP som lanserades 1958. Den är listad som #194 i magasinet Rolling Stones lista The 500 Greatest Songs of All Time. Från början hette låten "Cindy Lou", men man valde att byta till "Peggy Sue" då det var namnet på låtskrivaren Jerry Allisons flickvän, Peggy Sue Gerron (1940-2018). B-sidan var Everyday.
Låten har senare spelats in av John Lennon på albumet Rock'n'Roll 1975. 
Buddy Holly skrev en uppföljare till denna låt som fick titeln "Peggy Sue Got Married". Han spelade även in den som demo, men dog innan han själv hann färdigställa inspelningen.

## Listplaceringar
- Billboard Hot 100, USA: #3[1]
- UK Singles Chart, Storbritannien: #6[2]